# Americký progresivismus

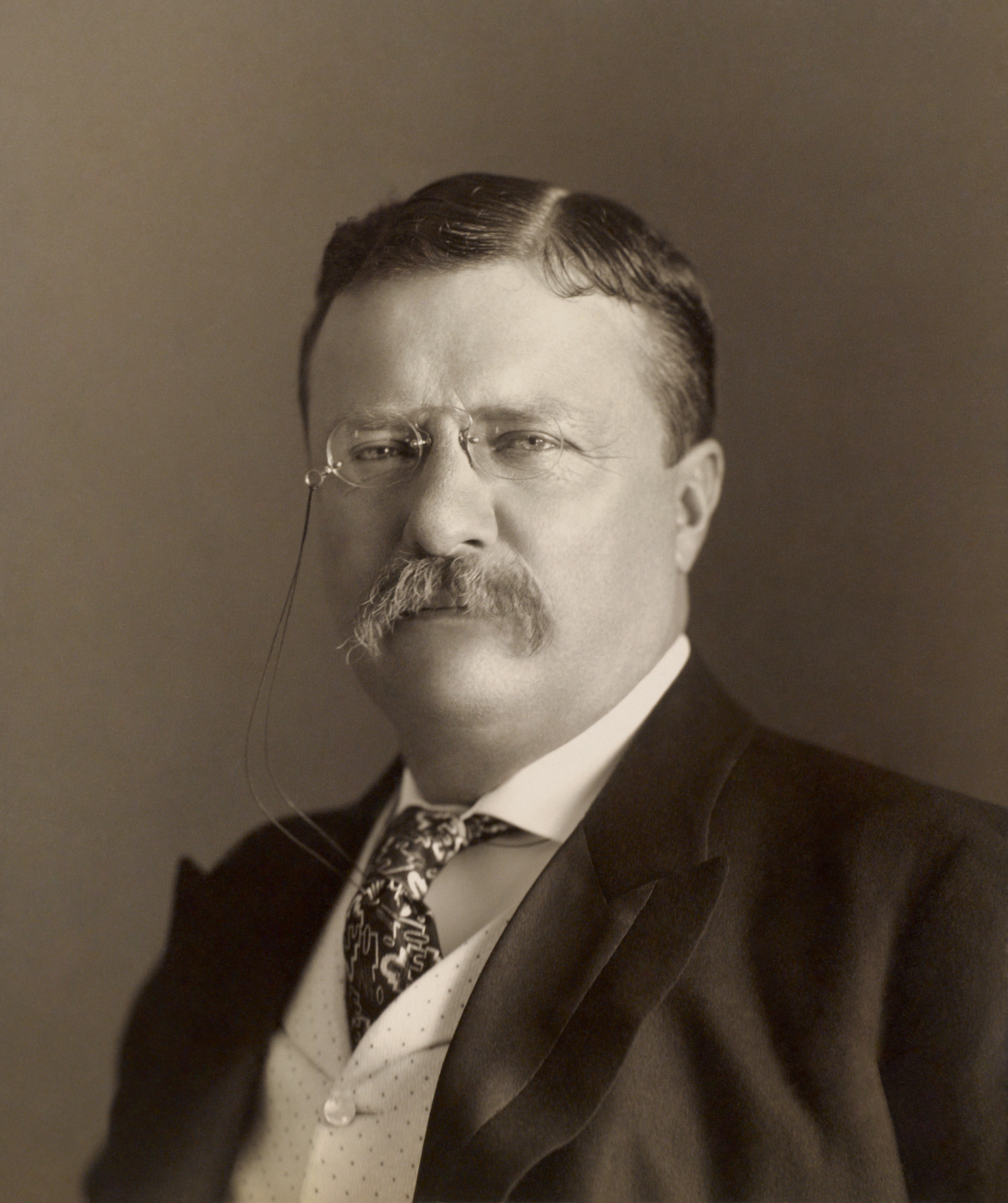
Americký prezident Theodore Roosevelt, který v průběhu své vlády v letech 1901–1909 realizoval progresivní politiku.

Americký progresivismus je politická filozofie a reformní hnutí, které dosáhlo svého vrcholu na počátku 20. století. Vzniklo jako reakce na rozsáhlé změny, které s sebou přinesla modernizace, například růst velkých korporací, znečištění a korupce v americké politice.
Historik Alonzo Hamby popisuje americký progresivismus jako "politické hnutí, které se zabývá myšlenkami, podněty a problémy vyplývajícími z modernizace americké společnosti. Vzniklo na konci devatenáctého století a určilo tón americké politiky v první polovině dvacátého století".
V 21. století se tento termín často používá pro označení zastánců sociální spravedlnosti a environmentalismu. Zatímco moderní pokrokové hnutí lze charakterizovat jako převážně sekulární, historické pokrokové hnutí bylo do značné míry zakořeněno v náboženství a bylo jím posilováno.

## Progresivní éra
Historici se přou o přesné obrysy, ale obecně datují progresivní éru jako reakci na excesy „pozlaceného věku“ od 90. let 19. století do první světové války nebo do začátku velké hospodářské krize. Mnohé z hlavních zásad pokrokového hnutí se zaměřovaly na potřebu efektivity ve všech oblastech společnosti. Silným prvkem byla očista s cílem odstranit plýtvání a korupci, stejně jako podpora progresivistů pro odměňování pracovníků, zlepšení zákonů o dětské práci, zákony o minimální mzdě, omezený pracovní týden, odstupňovanou daň z příjmu a umožnění volebního práva ženám. Arthur S. Link a Vincent P. De Santis tvrdí, že většina progresivistů chtěla očistit politiku. Podle Jimmieho Franklina očista znamenala odebrání volebního práva černochům na Jihu.
Podle historika Williama Leuchtenburga "[p]rogresivisté věřili v hamiltonovský koncept pozitivní vlády, národní vlády řídící osudy národa doma i v zahraničí. Nepohrdali ničím jiným než přísným výkladem ústavy konzervativními soudci, kteří by omezovali moc národní vlády působit proti sociálnímu zlu a rozšiřovat požehnání demokracie na méně privilegované země. Skutečným nepřítelem byl partikularismus, práva států a omezená vláda".

## Očista voličů
Progresivisté opakovaně varovali, že nelegální hlasování rozkládá politický systém. Za viníky, kteří plnili volební urny, označovali zejména velkoměstské šéfy, kteří spolupracovali s majiteli saloonů a pracovníky volebních okrsků. Řešením pro očištění volebních místností byla prohibice (jejímž cílem bylo zavřít saloony), povinnost registrace voličů (jejímž cílem bylo ukončit vícenásobné hlasování) a testy gramotnosti (jejichž cílem bylo minimalizovat počet neznalých voličů).
Všechny jižanské státy používaly v době progresivní éry zařízení, která měla zbavit černošské voliče volebního práva. Obvykle pokrokové síly v těchto státech prosazovaly zbavení volebního práva a často bojovaly proti konzervatismu bělochů z Černého pásu. Jako hlavní důvod se uvádělo, že běloši běžně kupovali hlasy černochů, aby měli kontrolu nad volbami, a bylo snazší zbavit černochy volebního práva než jít po mocných běloších.

V severních státech progresivisté jako Robert M. La Follette a William Simon U'Ren tvrdili, že průměrný občan by měl mít větší kontrolu nad svou vládou. Oregonský systém "iniciativy, referenda a odvolání" byl exportován do mnoha států včetně Idaha, Washingtonu a Wisconsinu. Mnozí progresivisté, jako například George M. Forbes, předseda Rochesterské rady pro vzdělávání, doufali, že vláda ve Spojených státech bude více reagovat na přímý hlas amerického lidu. Tvrdili, že:
Nyní se intenzivně zabýváme vytvářením nástrojů demokracie, přímých voleb, iniciativy, referenda, odvolání, zkráceného hlasování, vlády v komisích. Ve svém nadšení si však zřejmě neuvědomujeme, že tyto nástroje budou bezcenné, pokud je nebudou používat ti, kdo hoří smyslem pro bratrství. [...] Myšlenkou hnutí sociálních center je zřídit v každé obci instituci, která má přímý a životně důležitý vztah k blahu čtvrti, okrsku nebo okresu a také k městu jako celku.
Philip J. Ethington se k tomuto příznivému hodnocení přímé demokracie připojuje a říká, že "iniciativy, referenda a odvolání spolu s přímými primárkami a přímou volbou amerických senátorů byly hlavními úspěchy 'přímé demokracie' progresivní generace v prvních dvou desetiletích dvacátého století".

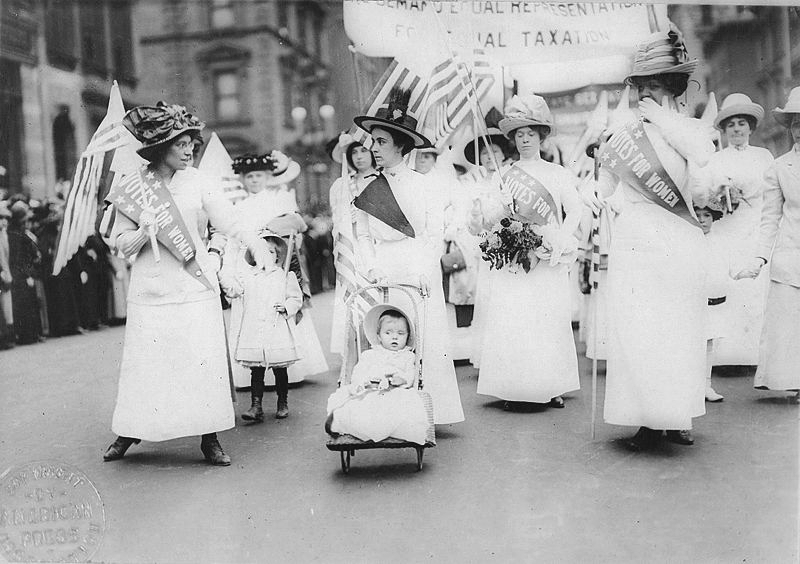
Pochod žen za volební právo, 1912

Progresivisté bojovali za volební právo žen, aby očistili volby pomocí údajně čistších voliček. Progresivisté na Jihu podporovali odstranění údajně zkorumpovaných černošských voličů z volebních místností. Historik Michael Perman říká, že v Texasu i v Georgii "bylo zbavení volebního práva zbraní a zároveň výzvou v boji za reformu". Ve Virginii "byla snaha o zbavení volebního práva iniciována muži, kteří sami sebe považovali za reformátory, dokonce za pokrokáře".
Alonzo L. Hamby se ptá, jaký význam mělo progresivní hnutí pro dnešní politiku:
Jaká byla hlavní témata, která se vynořila z kakofonie progresivismu? Demokracie nebo elitářství? Sociální spravedlnost nebo sociální kontrola? Drobné podnikání nebo koncentrovaný kapitalismus? A jaký byl dopad americké zahraniční politiky? Byli pokrokáři izolacionisté, nebo intervencionisté? Imperialisté, nebo zastánci národního sebeurčení? A ať už byli jacíkoli, jaká byla jejich motivace? Moralistický utopismus? Zmatený relativistický pragmatismus? Hegemonistický kapitalismus? Není divu, že mnozí zbití učenci začali křičet "no más!". V roce 1970 Peter Filene prohlásil, že termín "progresivismus" ztratil smysl.

## Místní správa
Progresivisté se obvykle soustředili na místní a státní správu. Města se rychle rozrůstala, a tak hledali způsoby, jak lépe poskytovat služby. Tyto změny vedly ke strukturovanějšímu systému, moc, která byla centralizována v rámci zákonodárného sboru, se nyní měla více soustředit na místní úrovni. Změny byly provedeny v systému, aby se účinně usnadnilo řízení právních procesů, tržních transakcí, byrokratické správy a demokracie, což je zařadilo do klasifikace "místní správy". U tohoto systému došlo také ke změně pravomocí, neboť se mělo za to, že úřad, který nebyl řádně organizován, nyní předal pravomoci pro tyto služby odborníkům, expertům a byrokratům. Tyto změny vedly k pevnějšímu typu místní správy ve srovnání se starým systémem, který byl nedostatečně rozvinutý a špatně vybudovaný.
Progresivisté mobilizovali znepokojené voliče ze střední třídy a také noviny a časopisy, aby identifikovali problémy a soustředili reformní nálady na konkrétní problémy. Mnoho protestantů se zaměřilo na saloony jako na mocenskou základnu korupce, násilí a rozvratu rodiny, a proto se snažili zbavit celého systému saloonů prostřednictvím prohibice. Jiní, jako například Jane Addamsová v Chicagu, prosazovali osadní domy. Mezi první komunální reformátory patřili Hazen S. Pingree (starosta Detroitu v 90. letech 19. století) a Tom L. Johnson v Clevelandu ve státě Ohio. V roce 1901 Johnson vyhrál volby starostou Clevelandu na základě platformy spravedlivého zdanění, domovského práva pro ohijská města a třícentového jízdného v tramvaji. Rektor Kolumbijské univerzity Seth Low, který usiloval o reformy, byl v roce 1901 zvolen starostou New Yorku.

## Efektivita
Mnozí progresivisté, jako například Louis Brandeis, doufali, že americké vlády budou lépe sloužit potřebám občanů tím, že zefektivní a zjednoduší fungování státní správy a její služby. Namísto právních argumentů proti desetihodinové pracovní době pro ženy používal "vědecké principy" a údaje vypracované sociálními vědci, které dokládaly vysoké náklady dlouhé pracovní doby pro jednotlivce i společnost. Snaha progresivistů o efektivitu byla někdy v rozporu s jejich snahou o demokracii. Odebrání moci z rukou volených úředníků a její předání do rukou profesionálních správců omezilo hlas politiků a následně omezilo hlas lidu. Centralizované rozhodování vyškolených odborníků a omezení pravomocí místních obvodů způsobilo, že vláda byla méně zkorumpovaná, ale více vzdálená a izolovaná od lidí, kterým sloužila. Progresivisté, kteří zdůrazňovali potřebu efektivity, obvykle argumentovali tím, že vyškolení nezávislí odborníci mohou rozhodovat lépe než místní politici. Walter Lippmann ve svém vlivném díle Drift and Mastery (1914), zdůrazňujícím "vědeckého ducha" a "disciplínu demokracie", vyzýval k silné centrální vládě, která by se řídila spíše odborníky než veřejným míněním.
Jedním z příkladů progresivní reformy byl vznik systému městských správců, v němž placení profesionální inženýři řídili každodenní záležitosti městských samospráv podle pokynů stanovených volenými městskými radami. V mnoha městech vznikly městské "referenční kanceláře", které prováděly odborné průzkumy úřadů a hledaly příčiny plýtvání a neefektivity. Po hloubkových průzkumech byly místní a dokonce i státní správy reorganizovány s cílem snížit počet úředníků a odstranit překrývající se oblasti působnosti jednotlivých oddělení. Městské samosprávy byly reorganizovány s cílem snížit moc šéfů místních obvodů a zvýšit pravomoci městské rady. Vlády na všech úrovních začaly vypracovávat rozpočty, které jim pomáhaly plánovat výdaje, místo aby peníze vydávaly nahodile podle toho, jak se objevily potřeby a byly k dispozici příjmy. Guvernér státu Illinois Frank Lowden projevil "vášeň pro efektivitu", když zefektivnil státní správu.

### Korupce ve státní správě
Korupce představovala zdroj plýtvání a neefektivity ve státní správě. William Simon U'Ren v Oregonu, Robert M. La Follette ve Wisconsinu a další se snažili očistit státní a místní samosprávy přijímáním zákonů, které oslabovaly moc politických mašinérií a politických bossů. Ve Wisconsinu La Follette prosadil systém otevřených primárek, který zbavil stranické bosse moci vybírat stranické kandidáty. Oregonský systém zahrnoval mimo jiné "zákon o korupčních praktikách", veřejné referendum a státem financovanou brožuru pro voliče, které byly exportovány do dalších států na severozápadě a středozápadě. Jeho vrcholem byl rok 1912, poté se oklikou dostal do katastrofálního postavení třetí strany.

### Vzdělávání
Raní progresivní myslitelé, jako byli John Dewey a Lester Ward, stavěli univerzální a komplexní vzdělávací systém na první místo progresivního programu s odůvodněním, že má-li být demokracie úspěšná, potřebují její vůdci, tj. široká veřejnost, dobré vzdělání. Progresivisté usilovně pracovali na rozšíření a zlepšení veřejného i soukromého vzdělávání na všech úrovních. Věřili, že modernizace společnosti vyžaduje povinné vzdělávání všech dětí, a to i v případě, že rodiče mají námitky. Progresivisté se obrátili na výzkumné pracovníky v oblasti vzdělávání, aby vyhodnotili reformní program měřením mnoha aspektů vzdělávání, což později vedlo ke standardizovanému testování. Mnoho vzdělávacích reforem a inovací vzniklých v tomto období nadále ovlivňovalo debaty a iniciativy v americkém školství po zbytek 20. století. Jedním z nejzřetelnějších odkazů, které progresivní éra zanechala americkému školství, byla neustálá snaha o reformu škol a učebních osnov, často jako výsledek energických hnutí zdola ve městě.
Protože progresivismus byl a stále je "v očích pozorovatele", zahrnuje progresivní vzdělávání velmi rozmanité a někdy protichůdné směry vzdělávací politiky. Takové trvalé dědictví progresivní éry nepřestává zajímat historiky. Reformátoři progresivní éry kladli důraz na "věcné vyučování", uspokojování potřeb konkrétních skupin v rámci školního obvodu, rovné vzdělávací příležitosti pro chlapce a dívky a zamezení tělesným trestům.
David Gamson zkoumá zavádění progresivních reforem ve třech městských školských obvodech - Denveru ve státě Colorado, Seattlu ve státě Washington a Oaklandu v Kalifornii - v letech 1900–1928. Historici vzdělávacích reforem v období progresivní éry mají tendenci zdůrazňovat skutečnost, že mnoho progresivních politik a reforem bylo velmi odlišných a někdy dokonce protichůdných. Na úrovni školských obvodů byly protichůdné reformní politiky často obzvláště patrné, ačkoli existuje jen málo důkazů o zmatcích mezi progresivními vedoucími představiteli škol v Denveru, Seattlu a Oaklandu. Vedoucí představitelé okresů v těchto městech, včetně Franka B. Coopera v Seattlu a Freda M. Huntera v Oaklandu, často používali zdánlivě protichůdný soubor reforem. Místní progresivní pedagogové se vědomě snažili působit nezávisle na celostátních progresivních hnutích, protože dávali přednost reformám, které se snadno zaváděly, a byli povzbuzováni k tomu, aby kombinovali a mísili různé reformy, které se osvědčily v jiných městech.
Reformátoři kladli důraz na profesionalizaci a byrokratizaci. Starý systém, podle něhož si školské zaměstnance vybírali obvodní politici, byl v případě učitelů opuštěn a nahrazen systémem zásluh, který vyžadoval vysokoškolské vzdělání na normální škole (učitelský ústav). Rychlý růst velikosti a složitosti velkých městských školských systémů usnadnil učitelkám stabilní zaměstnání a starším učitelům poskytl větší možnosti mentorovat mladší učitele. V roce 1900 zůstala většina žen v Providence na Rhode Islandu na pozici učitelky nejméně 17,5 roku, což svědčí o tom, že učitelství se pro ženy stalo významnou a žádoucí kariérní cestou.

## Regulace velkých korporací a monopolů

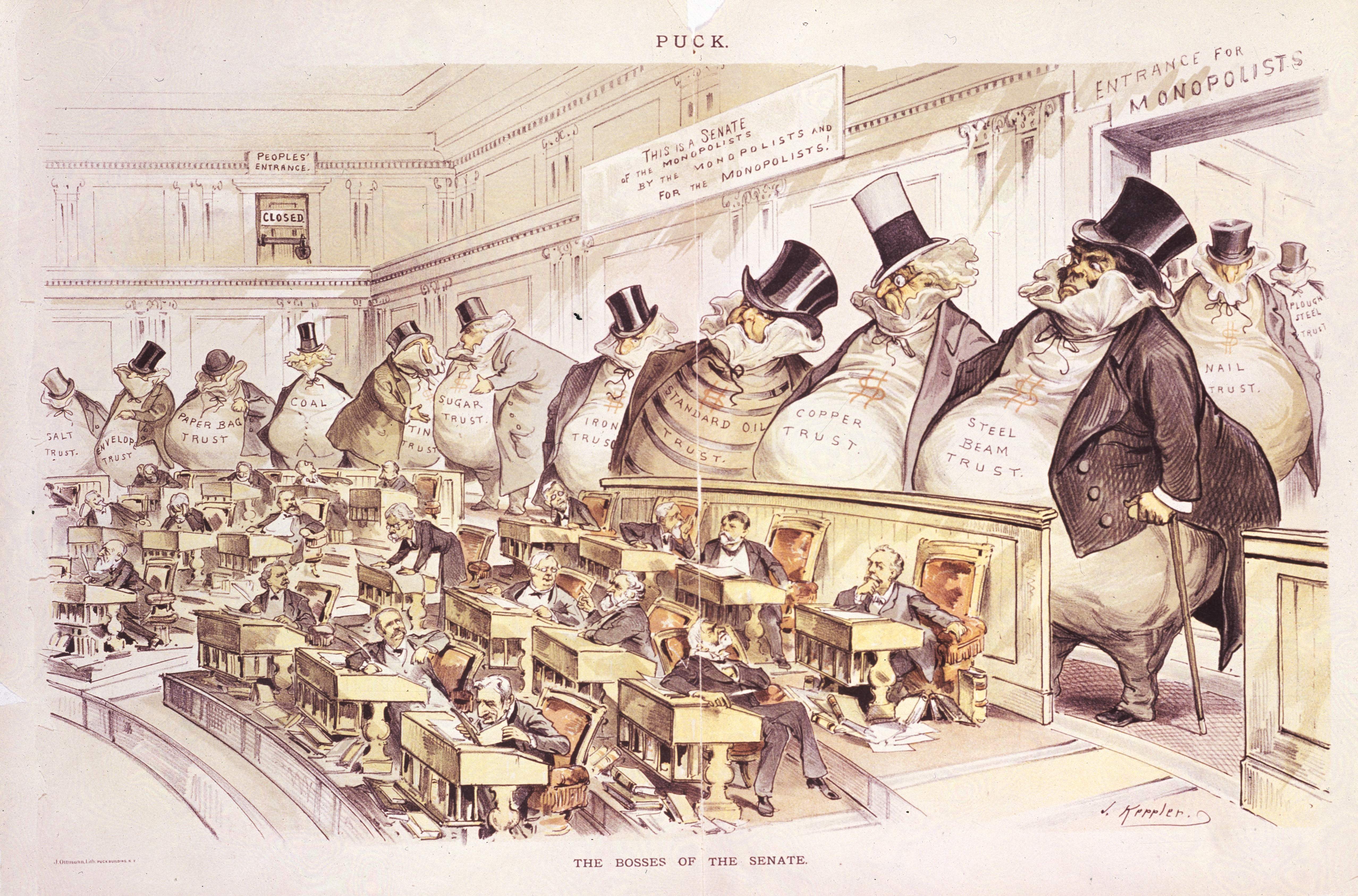
"The Bosses of the Senate", karikatura Josepha Kepplera zobrazující korporátní zájmy - od oceli, mědi, ropy, železa, cukru, cínu a uhlí až po papírové sáčky, obálky a sůl - jako obří pytle s penězi, které se tyčí nad drobnými senátory u jejich stolů v Senátu Spojených států.

Mnozí progresivisté doufali, že regulací velkých korporací se jim podaří osvobodit lidskou energii od omezení, která na ni uvalil průmyslový kapitalismus. Pokrokové hnutí se nicméně rozdělilo v názoru na to, které z následujících řešení by mělo být použito k regulaci korporací.

### Antitrustové zákony
Progresivisté podporující organizování pracujících, jako byl například Samuel Gompers, tvrdili, že průmyslové monopoly jsou nepřirozené ekonomické instituce, které potlačují konkurenci, jež je nezbytná pro pokrok a zlepšení. Antitrustové zákony Spojených států jsou souborem zákonů, které zakazují protisoutěžní chování (monopol) a nekalé obchodní praktiky. Prezidenti, jako byli Theodore Roosevelt a William Howard Taft, podporovali omezování trustů. Během jejich prezidentství jinak konzervativní Taft zrušil 90 trustů za čtyři roky, zatímco Roosevelt jich zrušil 44 za sedm a půl roku v úřadu.

### Regulace
Progresivisté jako Benjamin Parke De Witt tvrdili, že v moderní ekonomice jsou velké korporace a dokonce monopoly nevyhnutelné a žádoucí. Díky svým obrovským zdrojům a úsporám z rozsahu nabízely velké korporace Spojeným státům výhody, které menší společnosti nemohly nabídnout. Tyto velké korporace však mohly svou velkou moc zneužívat. Federální vláda by měla těmto společnostem umožnit existenci, ale jinak je regulovat ve veřejném zájmu. Prezident Roosevelt tuto myšlenku obecně podporoval a později ji začlenil jako součást svého "nového nacionalismu".

## Sociální práce
Progresivisté zavedli vzdělávací programy, aby zajistili, že sociální a charitativní práci budou vykonávat spíše vyškolení profesionálové než dobrovolníci.
Jane Addamsová z chicagského Hull House byla typickou představitelkou rezidenčních komunitních center provozovaných sociálními pracovníky a dobrovolníky a umístěných v městských chudinských čtvrtích. Účelem osadních domů bylo zvýšit životní úroveň obyvatel měst poskytováním vzdělávání dospělých a kulturních obohacujících programů.

### Boj proti prostituci
V této době masivních reforem ve všech společenských aspektech bylo pro progresivisty, zejména pro ženy, zásadní odstranění prostituce.

### Přijetí zákonů o dětské práci

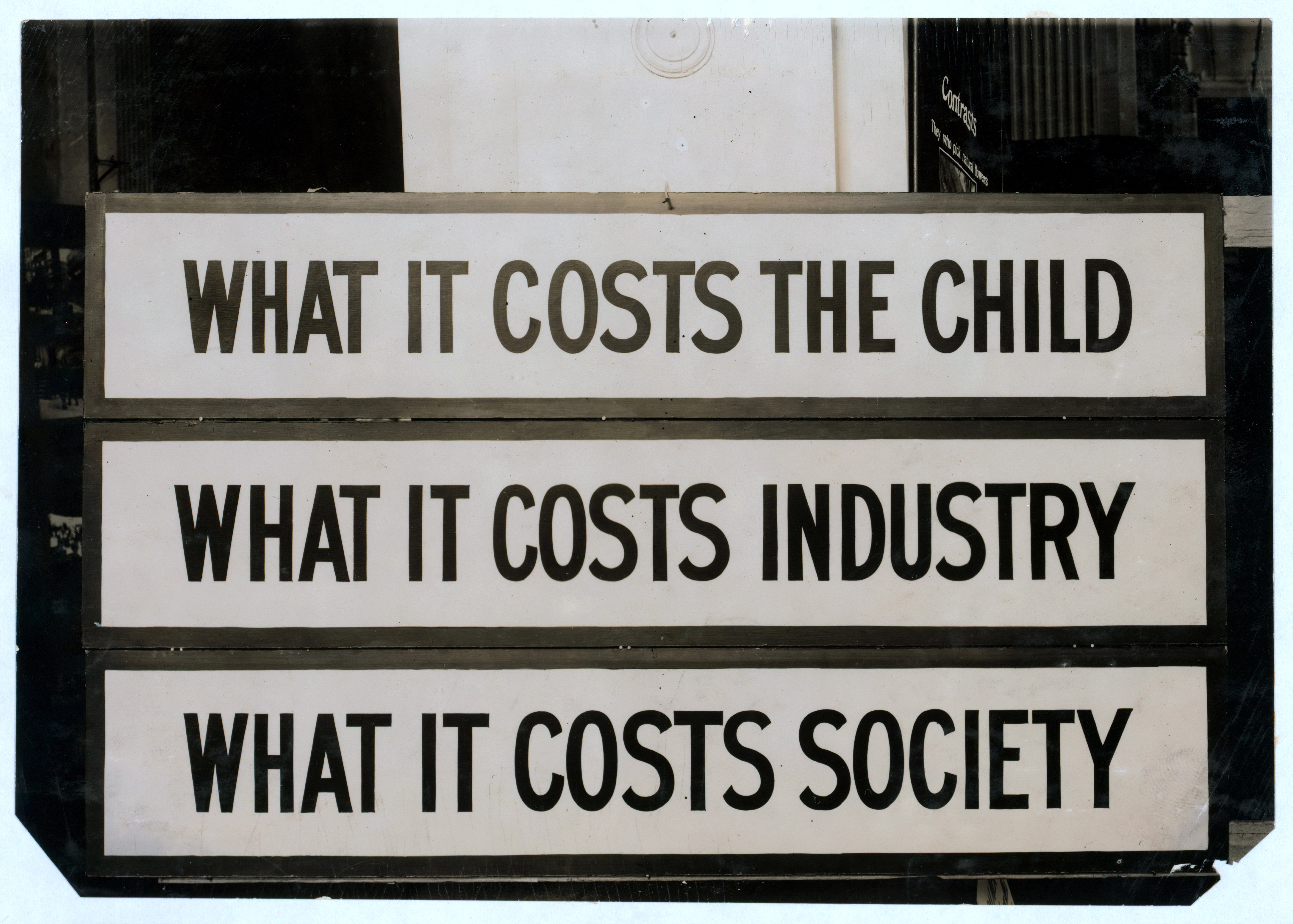
Plakát upozorňující na situaci dětské práce ve Spojených státech na počátku 20. století.

Zákony o dětské práci měly zabránit nadměrnému využívání dětí v nově vznikajících průmyslových odvětvích. Cílem těchto zákonů bylo dát dětem z dělnické třídy možnost chodit do školy a institucionálně vyspět, a tím uvolnit lidský potenciál a podpořit pokrok lidstva. Majitelé továren si tento pokrok většinou nepřáli kvůli ztrátě dělníků. Používali Charlese Dickense jako symbol toho, že pracovní podmínky podněcují představivost. Iniciativa majitelů neuspěla a zákony o dětské práci byly přijaty.

### Podpora cílů organizovaného odborového hnutí
Odbory se do roku 1916 neustále rozvíjely, během války pak rychle rostly. V roce 1919 došlo k vlně velkých stávek, které znepřátelily střední třídu, a stávky byly prohrané, což odradilo dělníky. Ve 20. letech 20. století byly odbory v útlumu. V roce 1924 podpořily Pokrokovou stranu Roberta M. La Follettea, ale ten měl základnu pouze ve Wisconsinu. Americká federace práce pod vedením Samuela Gomperse po roce 1907 začala podporovat demokraty, kteří slibovali příznivější soudce, protože republikáni jmenovali soudce nakloněné podnikání. Theodore Roosevelt a jeho třetí strana také podporovali takové cíle, jako byl osmihodinový pracovní den, zlepšení bezpečnostních a zdravotních podmínek v továrnách, zákony o odškodnění dělníků a zákony o minimální mzdě pro ženy.

### Prohibice
Většina progresivistů, zejména ve venkovských oblastech, se hlásila k prohibici. V saloonech viděli ztělesněnou politickou korupci a bědovali nad škodami způsobenými ženám a dětem. Věřili, že konzumace alkoholu omezuje potenciál lidstva k pokroku. Progresivisté dosáhli úspěchu nejprve díky státním zákonům a poté díky přijetí osmnáctého dodatku ústavy Spojených států v roce 1919. Zlaté časy nenastaly, protože vymáhání práva bylo laxní, zejména ve městech, kde měl zákon velmi omezenou podporu obyvatelstva a kde známé zločinecké gangy, jako byl chicagský gang Al Caponeho, páchaly trestnou činnost založenou na nelegálním prodeji alkoholu ve "speakeasies". Tento "experiment" (jak jej nazval prezident Herbert Hoover) také stál státní pokladnu velké částky na daních a 18. dodatek byl v roce 1933 zrušen dvacátým prvním dodatkem Ústavy Spojených států.

### Eugenika
Někteří progresivisté, jako například Margaret Sangerová, prosazovali eugeniku jako řešení nadměrně velkých nebo málo početných rodin a věřili, že kontrola porodnosti umožní rodičům soustředit své zdroje na menší počet lepších dětí. Progresivní vůdci jako Herbert Croly a Walter Lippmann však dávali najevo své klasicky liberální obavy z nebezpečí, které eugenika představuje pro jednotlivce.

## Ochrana přírody
Za vlády progresivního prezidenta Theodora Roosevelta (1901–1909) a pod vlivem myšlenek filozofů a vědců, jako byli George Perkins Marsh, William John McGee, John Muir, John Wesley Powell a Lester Frank Ward, byly realizovány největší projekty ochrany přírody financované vládou v historii Spojených států.

### Národní parky a přírodní rezervace
14. března 1903 založil prezident Roosevelt na ostrově Pelican Island na Floridě první národní ptačí rezervaci, která byla počátkem systému přírodních rezervací. Celkem do roku 1909 vytvořila Rooseveltova administrativa bezprecedentních 42 milionů akrů (170,000 km2) národních lesů Spojených států, 53 národních rezervací pro volně žijící živočichy a 18 oblastí "zvláštního zájmu", jako je například Grand Canyon.

### Rekultivace
Roosevelt navíc schválil Newlandsův meliorační zákon z roku 1902, který poskytoval dotace na zavlažování ve 13 (nakonec 20) západních státech. Dalším zákonem zaměřeným na ochranu přírody byl zákon Antiquities Act z roku 1906, který chránil rozsáhlá území tím, že umožnil prezidentovi prohlásit oblasti zasluhující ochranu za národní památky. Dne 14. března 1907 jmenoval Roosevelt Komisi pro vnitrozemské vodní cesty, která měla za úkol studovat říční systémy Spojených států, včetně rozvoje vodní energie, protipovodňové ochrany a meliorací.

## Národní politika
Na počátku 20. století usilovali politici Demokratické a Republikánské strany, Republikánské ligy Lincolna a Roosevelta (v Kalifornii) a Pokrokové strany Theodora Roosevelta o ekologické, politické a hospodářské reformy. Hlavním z těchto cílů byla snaha o rozbití trustů, rozbití velmi velkých monopolů a podpora odborů, programů veřejného zdravotnictví, snížení korupce v politice a ochrana životního prostředí.
Pokrokové hnutí získalo podporu obou hlavních stran a také menších stran. Jeden z vůdců, demokrat William Jennings Bryan, získal v roce 1896 nominaci jak Demokratické strany, tak Populistické strany. V té době se velká většina ostatních významných vůdců stavěla proti populismu. Když Roosevelt v roce 1912 opustil Republikánskou stranu, vzal s sebou mnoho intelektuálních vůdců progresivismu, ale jen velmi málo politických vůdců. Republikánská strana se poté výrazně více angažovala v progresivismu orientovaném na podnikání a efektivitu, jehož typickými představiteli byli Herbert Hoover a William Howard Taft.

## Kultura
Základ progresivního směru nepřímo souvisel s originální filozofií pragmatismu, kterou rozvíjeli především John Dewey a William James.
Neméně významnou roli v pokrokových reformách sehráli novináři, kterým se říkalo muckrakers. Tito novináři informovali čtenáře ze střední třídy o ekonomických privilegiích, politické korupci a sociální nespravedlnosti. Jejich články vycházely v McClure's Magazine a dalších reformních periodikách. Někteří muckrakers se zaměřovali na podvody ze strany korporací. Ida Tarbellová odhalila činnost společnosti Standard Oil Company. Lincoln Steffens v knize The Shame of the Cities (1904) rozebíral korupci v městské správě. Ray Stannard Baker v knize Following the Color Line (1908) kritizoval rasové vztahy. Další muckrakers napadali Senát, železniční společnosti, pojišťovny a podvody v patentové medicíně.

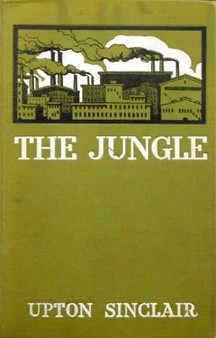
Kniha Uptona Sinclaira Džungle odhalila Američanům hrůzy chicagských masokombinátů.

Spisovatelé kritizovali nespravedlnost v podnicích. Theodore Dreiser vykreslil v románech Finančník (1912) a Titán (1914) drsné portréty bezohledných podnikatelů. Socialista Upton Sinclair v Džungli (1906) odpuzoval čtenáře popisem chicagských masokombinátů a jeho dílo vedlo k podpoře nápravných zákonů o bezpečnosti potravin.
Pokrokovou mentalitu formovali také přední intelektuálové. Lester Frank Ward v knize Dynamic Sociology (1883) položil filozofické základy pokrokového hnutí a napadl politiku laissez-faire, kterou prosazovali Herbert Spencer a William Graham Sumner. Thorstein Veblen v knize The Theory of the Leisure Class (1899) napadl "nápadnou spotřebu" bohatých. Pedagog John Dewey zdůrazňoval filozofii pedagogiky zaměřené na dítě, známou jako progresivní výchova, která ovlivňovala školní třídy po tři generace.

## Ve 21. století
Progresivismus 21. století se výrazně liší od historického progresivismu 19.–20. století. Podle profesora ekonomie z Princetonské univerzity Thomase C. Leonarda, který poskytl rozhovor časopisu The American Conservative, "na první pohled není mnoho věcí, s nimiž by se progresivisté 21. století mohli ztotožnit. Dnešní progresivisté kladou důraz na rasovou rovnost a práva menšin, odsuzují americký imperialismus, vyhýbají se biologickým myšlenkám ve společenských vědách a nemají příliš velký smysl pro zbožnost a proselytismus". Historický progresivismus i současné hnutí však sdílí názor, že volný trh vede k ekonomickým nerovnostem, které je třeba zmírnit.

### Zmírnění příjmové nerovnosti
Příjmová nerovnost ve Spojených státech roste od roku 1970. Progresivisté tvrdí, že rozdíl v příjmech způsobily nižší počty členů odborových organizací, slabá politika, globalizace a další faktory. Nárůst příjmové nerovnosti vedl progresivisty k přípravě návrhů zákonů, které mimo jiné zahrnují reformu Wall Street, reformu daňových zákonů, reformu financování volebních kampaní, odstranění mezer v zákonech a zachování domácí práce.

#### Reforma Wall Street
Progresivisté začali požadovat přísnější regulaci Wall Street poté, co se domnívali, že deregulace a uvolněné prosazování práva vedly k finanční krizi v roce 2008. Přijetí Doddova–Frankova zákona o finanční regulaci v roce 2010 zajistilo zvýšený dohled nad finančními institucemi a vytvoření nových regulačních agentur, ale mnozí progresivisté tvrdí, že jeho široký rámec umožňuje finančním institucím nadále využívat spotřebitele a státní správu. Bernie Sanders se mimo jiné zasazoval o znovuzavedení Glass-Steagallova zákona kvůli jeho přísnější regulaci a o rozbití bank kvůli tomu, že podíl finančních institucí na trhu je soustředěn v několika vybraných společnostech, které jsou "příliš velké na to, aby padly".

### Reforma zdravotnictví

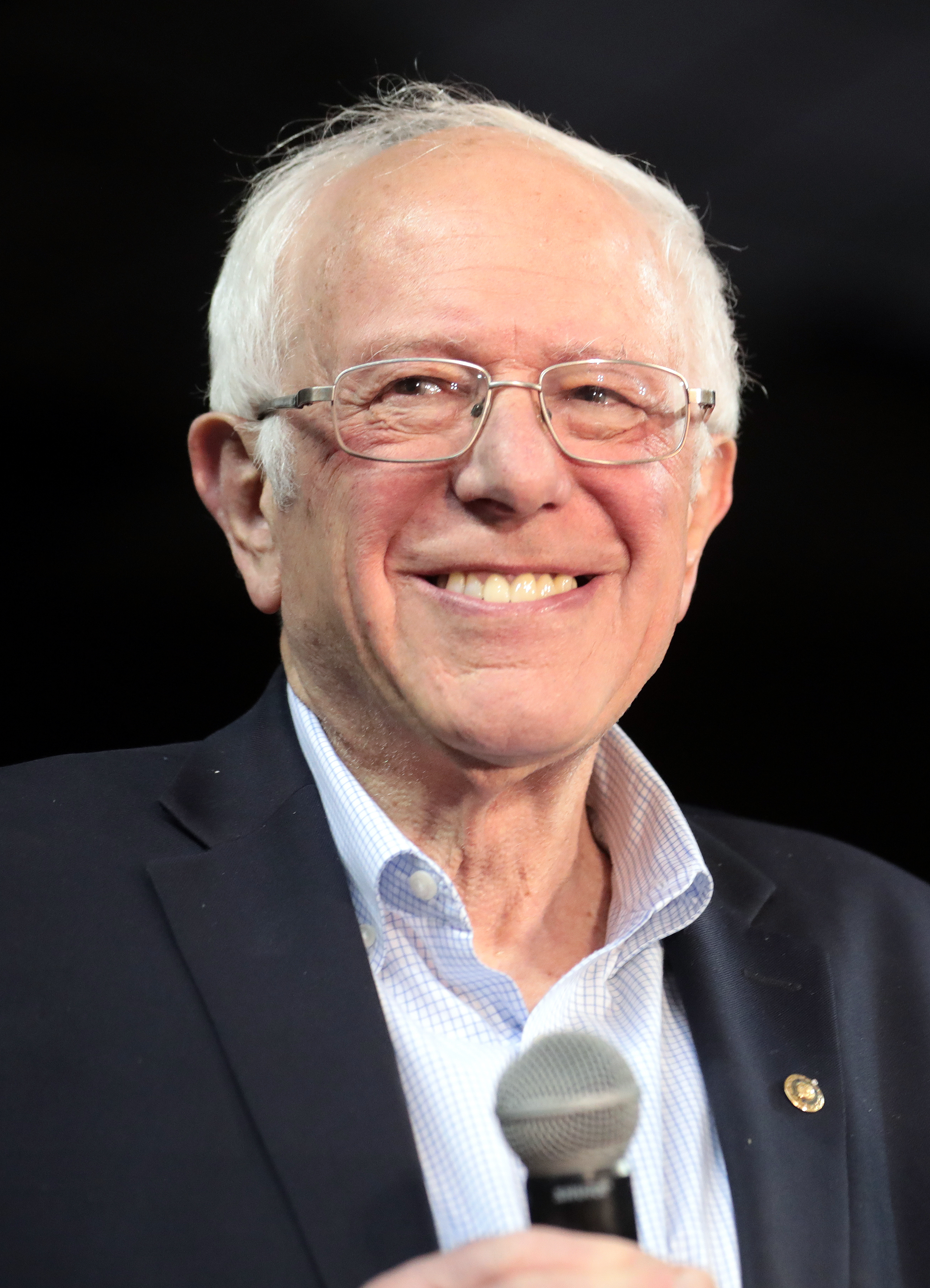
Senátor Bernie Sanders, zastánce všeobecného zdravotního pojištění.

V roce 2009 představila Kongresová progresivní skupina (Congressional Progressive Caucus, CPC) pět klíčových zásad zdravotní péče, které chtěla prosadit do zákona. CPC požadovala státní zdravotní pojišťovnu, dostupné zdravotní pojištění, regulaci pojistného trhu, povinnost zaměstnavatelů poskytovat pojištění a komplexní služby pro děti. V březnu 2010 Kongres schválil zákon o ochraně pacientů a dostupné zdravotní péči, který měl zvýšit dostupnost a efektivitu systému zdravotní péče ve Spojených státech. Ačkoli byl progresivisty považován za úspěch, mnozí tvrdili, že při realizaci reformy zdravotnictví nezašel dostatečně daleko, což dokládá neúspěch demokratů při prosazování státní zdravotní pojišťovny, která by konkurovala ostatním soukromým zdravotním pojišťovnám ve Spojených státech. V posledních desetiletích se pro progresivisty stala důležitým cílem reformy zdravotnictví systém jednoho plátce (single-payer healthcare). V primárkách Demokratické strany v roce 2016 nastolil progresivní prezidentský kandidát Bernie Sanders otázku systému jednoho plátce, přičemž se odvolával na své přesvědčení, že miliony Američanů stále platí příliš mnoho za zdravotní pojištění, a tvrdil, že dalším milionům se nedostává potřebné péče. V listopadu 2016 se objevila snaha zavést systém jednoho plátce ve státě Colorado, známý jako ColoradoCare (Amendment 69). Senátor Sanders pořádal v Coloradu shromáždění na podporu dodatku 69, která vedla k hlasování. Navzdory vysoké podpoře se dodatek 69 nepodařilo schválit, když pro něj hlasovalo pouze 21,23 % hlasujících obyvatel Colorada a 78,77 % bylo proti.

### Minimální mzda
Po zohlednění inflace dosáhla minimální mzda svého maxima v roce 1968, kdy činila v přepočtu na hodnotu z roku 2020 přibližně 9,90 dolaru za hodinu. Progresivisté se domnívají, že stagnující mzdy udržují příjmovou nerovnost a že zvýšení minimální mzdy je nezbytným krokem v boji proti nerovnosti. Pokud by minimální mzda rostla tempem růstu produktivity ve Spojených státech, činila by 21,72 dolaru na hodinu, tedy téměř třikrát více než současných 7,25 dolaru na hodinu. Populární progresivisté, jako je senátor Bernie Sanders a poslankyně Alexandria Ocasio-Cortezová, podpořili federálně stanovené zvýšení mzdy na 15 dolarů za hodinu. Toto hnutí již zaznamenalo úspěch při jeho zavádění v Kalifornii, kde byl schválen zákon o každoročním zvyšování minimální mzdy o 1 dolar až do dosažení 15 dolarů za hodinu v roce 2021. Newyorští zaměstnanci lobbují za podobnou legislativu, protože mnozí z nich pokračují ve shromáždění za zvýšení minimální mzdy v rámci hnutí Fight for $15.

### Environmentální spravedlnost

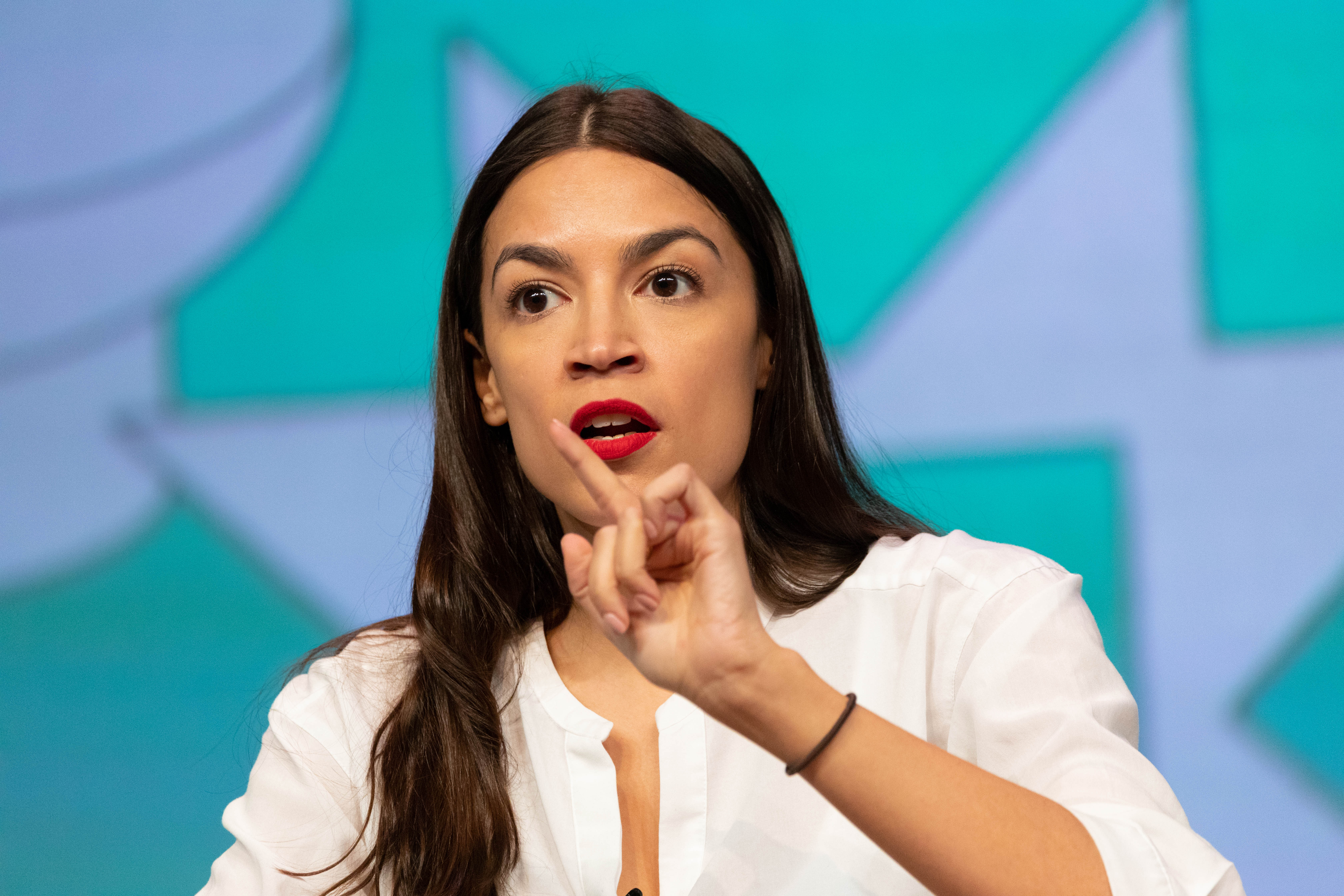
Poslankyně Alexandria Ocasio-Cortezová z New Yorku, zastánkyně opatření proti změně klimatu a autorka programu Green New Deal.

Moderní progresivisté prosazují silnou ochranu životního prostředí a opatření ke snížení nebo odstranění znečištění. Jedním z důvodů je silná vazba mezi ekonomickou nespravedlností a nepříznivým stavem životního prostředí, neboť skupiny, které jsou ekonomicky marginalizovány, bývají neúměrně postiženy škodami způsobenými znečištěním a zhoršováním životního prostředí.

### Definice
S nárůstem popularity progresivistů, jako jsou Alexandria Ocasio-Cortezová, Bernie Sanders a Elizabeth Warrenová, se termín progresivní začal více používat v kultuře, zejména v demokratických primárkách v roce 2016. Když Hillary Clintonová během debaty v říjnu 2015 odpovídala na otázku moderátora CNN Andersona Coopera týkající se její ochoty měnit postoje, označila se za "progresivistku, která má ráda, když se věci dotáhnou do konce", čímž na sebe strhla hněv řady Sandersových příznivců a dalších kritiků z řad levice. Otázky ohledně přesného významu tohoto termínu přetrvávají v Demokratické straně i mimo ni od zvolení Donalda Trumpa v prezidentských volbách ve Spojených státech v roce 2016, přičemž někteří kandidáti jej používají k označení své příslušnosti k levému křídlu strany. Progresivní a progresivismus jsou bytostně rozporované pojmy, přičemž různé skupiny a jednotlivci definují tyto pojmy různými a někdy protichůdnými způsoby směřujícími k různým a někdy protichůdným cílům.

## Pokrokové strany
Po prvním progresivním hnutí z počátku 20. století se jako pokrokové označily i dvě pozdější krátce existující strany.

### Pokroková strana, 1912
První politická strana s názvem Pokroková strana vznikla pro prezidentské volby v roce 1912, kdy byl zvolen Theodore Roosevelt. Vznikla poté, co Roosevelt prohrál s republikánským kandidátem Williamem Howardem Taftem, a v roce 1920 zanikla.

### Pokroková strana, 1924
V roce 1924 kandidoval na prezidenta senátor Wisconsinu Robert M. La Follette na kandidátce Pokrokové strany. La Follette si svým tažením získal podporu odborů, Američanů německého původu a socialistů. Vítězství dosáhl pouze ve Wisconsinu a mimo něj strana zanikla. Tam zůstala silnou stranou až do 40. let 20. století.

### Pokroková strana, 1948
Třetí stranu inicioval v roce 1948 bývalý viceprezident Henry A. Wallace jako prostředek své prezidentské kampaně. Obě strany považoval za reakční a militaristické a získal podporu levicových voličů, kteří se stavěli proti politice studené války, jež se stala národním konsensem. Většina amerických liberálů, podporovatelé New Dealu a zejména Kongres průmyslových organizací, stranu odsuzovala, protože podle jejich názoru byla stále více ovládána "komunisty". Poté, co v roce 1948 získala 2 % hlasů, zanikla.

### Přehled
- Buenker, John D., John C. Burnham, and Robert M. Crunden. Progressivism (1986) short overview
- Buenker, John D. and Joseph Buenker, eds. Encyclopedia of the Gilded Age and Progressive Era. (2005) 1290 pp. in three volumes. 900 articles by 200 scholars
- Buenker, John D. ed. Dictionary of the Progressive Era (1980), short articles by scholars
- Chambers, John Whiteclay II. The Tyranny of Change: America in the Progressive Era, 1890–1920 (2000), textbook excerpt and text search
- Crunden, Robert M. Ministers of Reform: The Progressives' Achievement in American Civilization, 1889–1920 (1982) excerpt and text search
- Dawley, Alan. Changing the World: American Progressives in War and Revolution (2003) excerpt and text search
- Diner, Steven J. A Very Different Age: Americans of the Progressive Era (1998) excerpt and text search
- Flanagan, Maureen. America Reformed: Progressives and Progressivisms, 1890s–1920s (2007).
- Gilmore, Glenda Elizabeth. Who Were the Progressives? (2002)
- Gould, Lewis L. America in the Progressive Era, 1890–1914 (2000) excerpt and text search
- Gould, Lewis L. ed., The Progressive Era (1974), essays by scholars
- Hays, Samuel P. The Response to Industrialism, 1885–1914 (1957), old but influential short survey
- Hofstadter, Richard The Age of Reform (1954), Pulitzer Prize, but now sadly outdated
- Jensen, Richard. "Democracy, Republicanism and Efficiency: The Values of American Politics, 1885–1930," in Byron Shafer and Anthony Badger, eds, Contesting Democracy: Substance and Structure in American Political History, 1775–2000 (U of Kansas Press, 2001) pp. 149–80; online version
- Johnston, Robert D. "Re-Democratizing the Progressive Era: The Politics of Progressive Era Political Historiography," Journal of the Gilded Age and Progressive Era (2002) 1#1 pp. 68–92
- Kennedy, David M. ed., Progressivism: The Critical Issues (1971), readings
- Kloppenberg, James T. Uncertain victory: social democracy and progressivism in European and American thought, 1870–1920 1986 online at ACLS e-books
- Leuchtenburg, William E. "Progressivism and Imperialism: The Progressive Movement and American Foreign Policy, 1898–1916," The Mississippi Valley Historical Review, Vol. 39, No. 3. (Dec., 1952), pp. 483–504. JSTOR
- Lears, T. J. Jackson. Rebirth of a Nation: The Remaking of Modern America, 1877-1920 (2009) excerpt and text search
- Link, Arthur S. Woodrow Wilson and the Progressive Era: 1913–1917 (1954), standard scholarly survey
- Link, Arthur S. Wilson: The Road to the White House (1947), first volume of standard biography (to 1917); Wilson: The New Freedom (1956); Wilson: The Struggle for Neutrality: 1914–1915 (1960); Wilson: Confusions and Crises: 1915–1916 (1964); Wilson: Campaigns for Progressivism and Peace: 1916–1917 (1965), the last volume of standard biography. all 5 volumes are online free (if you have an account) at ACLS e-books
- Mann, Arthur. ed., The Progressive Era (1975), readings from scholars
- Lasch, Christopher. The True and Only Heaven: Progress and its Critics (1991) excerpt and text search
- McGerr, Michael. A Fierce Discontent: The Rise and Fall of the Progressive Movement in America, 1870–1920 (2003) excerpt and text search
- Mowry, George. The Era of Theodore Roosevelt and the Birth of Modern America, 1900–1912. (1954) general survey of era
- Noggle, Burl. "The Twenties: A New Historiographical Frontier," The Journal of American History, Vol. 53, No. 2. (Sep., 1966), pp. 299–314. in JSTOR
- Painter, Nell Irvin. Standing at Armageddon: The United States, 1877-1919 (1987) excerpt and text search
- Perry, Elisabeth Israels and Karen Manners Smith, eds. The Gilded Age & Progressive Era: A Student Companion (2006)
- Piott, Steven. American Reformers 1870–1920 (2006). 240 pp. biographies of 12 leaders online review
- Rodgers, Daniel T. Atlantic Crossings: Social Politics in a Progressive Age (2000). stresses links with Europe online edition
- Schutz, Aaron. Social Class, Social Action, and Education: The Failure of Progressive Democracy. (2010) introduction
- Stromquist, Shelton. Reinventing "the People": The Progressive Movement, the Class Problem and the Origins of Modern Liberalism (2006) excerpt and text search
- Thelen, David P. "Social Tensions and the Origins of Progressivism," Journal of American History 56 (1969), 323–341 JSTOR
- Wiebe, Robert. The Search For Order, 1877–1920 (1967) highly influential interpretation
- Young, Jeremy C. The Age of Charisma: Leaders, Followers, and Emotions in American Society, 1870-1940 (2017) excerpt and text search

### Národní politika
- Blum, John Morton The Republican Roosevelt. (1954). Series of essays that examine how TR did politics
- Brands, H.W. Theodore Roosevelt (2001), biography online edition Archivováno 28. 6. 2011 na Wayback Machine.
- Buenker, John D. and Joseph Buenker, eds. Encyclopedia of the Gilded Age and Progressive Era. Sharpe Reference, 2005. xxxii + 1256 pp. in three volumes. ISBN 0-7656-8051-3. 900 articles by 200 scholars
- Buenker, John D., ed. Dictionary of the Progressive Era (1980)
- Cocks, Catherine, Peter C. Holloran and Alan Lessoff. Historical Dictionary of the Progressive Era (2009)
- Clements, Kendrick A. The Presidency of Woodrow Wilson (1992) excerpt and text search
- Coletta, Paolo. The Presidency of William Howard Taft (1990) excerpt and text search
- Cooper, John Milton The Warrior and the Priest: Woodrow Wilson and Theodore Roosevelt. (1983), influential dual biography excerpt and text search
- Edwards, Barry C. "Putting Hoover on the Map: Was the 31st President a Progressive?." Congress & the Presidency 41#1 (2014) pp 49–83 online
- Gould, Lewis L. The Presidency of Theodore Roosevelt (1991) excerpt and text search
- Harrison, Robert. Congress, Progressive Reform, and the New American State (2004) excerpt and text search
- Hofstadter, Richard. The American Political Tradition (1948), ch. 8–10 on Bryan, Roosevelt and Wilson. excerpt and text search
- Link, Arthur Stanley. Woodrow Wilson and the Progressive Era, 1910–1917 (1972), standard history
- Morris, Edmund Theodore Rex. (2001), very well written biography of Theodore Roosevelt covers 1901–1909 excerpt and text search
- Mowry, George E. Theodore Roosevelt and the Progressive Movement. (2001) standard history of 1912 movement
- Sanders, Elizabeth. Roots of Reform: Farmers, Workers and the American State, 1877–1917 (1999) excerpt and text search
- WALWORTH, Arthur. Woodrow Wilson, Volume I, Volume II. [s.l.]: Longmans, Green, 1958.; 904pp; full scale scholarly biography; winner of Pulitzer Prize; online free 2nd ed. 1965